# کارینا چیخف
کارینا چیخف (چکی: Karina Rchichev؛ زادهٔ ۱۵ ژوئیه ۲۰۰۱) بازیگر اهل جمهوری چک است.
از فیلم‌ها یا مجموعه‌های تلویزیونی که وی در آن‌ها نقش داشته است، می‌توان به ساختمان پزشکان در باغ رز اشاره نمود.